# Delaney Williams
Delaney Williams (Washington D.C., 12 december 1962), geboren als William Delaney, is een Amerikaans acteur.
Williams is het meest bekend van zijn rol als brigadier Jay Landsman in te televisieserie The Wire waar hij in 45 afleveringen speelde (2002-2008).

## Filmografie

### Films
Uitgezonderd korte films.
- 2024 Etheria Film Night 2024 - als Peter
- 2021 Queenpins - als corporate executive
- 2018 Fishbowl - als mr. Barnes
- 2016 Good Enough - als Lee Mulhroney
- 2013 Beneath the Harvest Sky – als James
- 2010 You Don't Know Jack – als rechercheur
- 2008 Red – als eigenaar wapenwinkel
- 2004 Ladder 49 – als brandweerman Bill
- 2003 Head of State – als transportarbeider
- 2000 The Replacements – als Todd
- 2000 Cecil B. DeMented – als transportarbeider
- 2000 Eat Me! – als Daryl
- 1999 Falling to Peaces – als Ed Thomas
- 1998 Pecker – als bouwvakker
- 1998 A Case Against Karen – als Sebastian Carter
- 1997 Contact – als gelover

### Televisieseries
Uitgezonderd eenmalige gastrollen.
- 2022 We Own This City - als BPD commissaris Kevin Davis - 6 afl.
- 2010 – 2020 Law & Order: Special Victims Unit – als advocaat John Buchanan – 14 afl.
- 2018 - 2020 Ray Donovan - als R. Gregory Scholl - 5 afl.
- 2017 Godless - als oom Dunchee - 2 afl.
- 2017 The Punisher - als O'Connor - 3 afl.
- 2016 Blue Bloods - als Dennis Egan - 3 afl.
- 2002 – 2008 The Wire – als brigadier Jay Landsman – 45 afl.
- 2000 The Corner – als Scale Guy – 2 afl.

- International Standard Name Identifier: 0000 0004 4420 0100
- Library of Congress Control Number: no2014149939
- Virtual International Authority File: 312881884
- WorldCat: E39PBJjXj4VBYMVxbVX4Q4xFKd